# Nicole Garcia

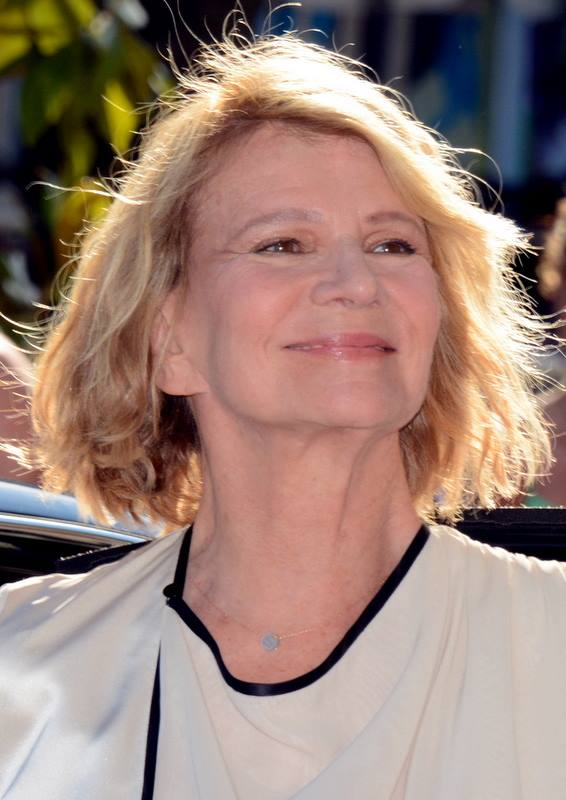
Nicole Garcia 2014 in Cannes

Nicole Garcia (* 22. April 1946 in Oran, Französisch-Nordafrika (heute Algerien)) ist eine französische Schauspielerin und Regisseurin.

## Leben
Garcia wurde in Oran geboren. Ihre Eltern waren sogenannte Pied-noirs (Algerienfranzosen). Erst 1962 – das bis dahin zu Frankreich gehörende Oran wurde in diesem Jahr Teil des unabhängigen Staates Algerien – kam sie nach Frankreich, wo sie die Schule beendete und ein Jurastudium begann. Zudem belegte sie Theaterkurse und studierte schließlich am Conservatoire national supérieur d’art dramatique.
Ihr Filmdebüt gab Garcia 1967 im Fernsehfilm Hôtel Racine von Pierre Badel sowie im Kinofilm Des garçons et des filles von Étienne Périer und übernahm in den Folgejahren kleine Filmrollen, unter anderem in der Louis-de-Funès-Komödie Balduin, der Heiratsmuffel, Bertrand Taverniers Wenn das Fest beginnt … (1975) und dem Jean-Paul-Belmondo-Krimi Der Körper meines Feindes (1976). Ihre erste große Rolle spielte sie 1979 in Philippe de Brocas Edouard, der Herzensbrecher, in dem sie Marie-France, die Ehefrau des stets fremdgehenden Edouards (Jean Rochefort), darstellte. Für ihre schauspielerische Leistung wurde Garcia 1980 mit dem César als Beste Nebendarstellerin ausgezeichnet. Bis 1986 folgten drei weitere César-Nominierungen, diesmal als beste Hauptdarstellerin: für Mein Onkel aus Amerika (1981), Les mots pour le dire (1984) und Gefahr im Verzug (1986). Zu ihren wichtigsten Rollen in den 1980er Jahren zählt die Witwe des Hauptmanns in Pierre Schoendoerffers L’honneur d’un capitaine (1982)
Im Jahr 1986 wechselte Garcia ins Regiefach und drehte zunächst mit 15 août einen Kurzfilm, für den sie in Cannes 1986 eine Nominierung für die Goldene Palme – Bester Kurzfilm erhielt. Sie drehte seitdem unter anderem mit Nathalie Baye in Weekend für zwei (1990), Gérard Lanvin und Bernard Giraudeau in Der Lieblingssohn (1994), Catherine Deneuve in Place Vendôme (1998), Daniel Auteuil in L’adversaire (2002) und Benoît Magimel in Selon Charlie (2006).
Im Jahr 2014 war Garcia Präsidentin der internationalen Jury der Caméra d’Or der Internationalen Filmfestspiele von Cannes. Für Die Frau im Mond – Erinnerung an die Liebe erhielt sie 2016 ihre dritte Einladung in den Wettbewerb der 66. Internationalen Filmfestspiele von Cannes als Regisseurin. Dabei handelt es sich um die Verfilmung von Milena Agus Roman Mal di pietre (dt. Titel: Die Frau im Mond).
2018 wurde sie in die Wettbewerbsjury der 75. Internationalen Filmfestspiele von Venedig berufen. Zwei Jahre später erhielt sie für ihren Thriller Lovers – Die Liebenden ihre zweite Einladung in den Wettbewerb um den Goldenen Löwen der 77. Auflage des Festivals.
Garcia ist Mutter zweier Söhne: Szenarist Frédéric Bélier-Garcia kam 1965 zur Welt. Aus der Beziehung zu Jean Rochefort stammt Schauspieler und Sänger Pierre Rochefort (* 1981).

## Filmografie

### Als Schauspielerin (Auswahl)
- 1968: Balduin, der Heiratsmuffel (Le gendarme se marie)
- 1975: Wenn das Fest beginnt … (Que la fête commence …)
- 1976: Unsterbliches Duell (Duelle (une quarantaine))
- 1976: Der Körper meines Feindes (Le corps de mon ennemi)
- 1977: Die Indianer sind noch fern (Les indiens sont encore loin)
- 1978: Mord in Barcelona (Un papillon sur l’épaule)
- 1979: Edouard, der Herzensbrecher (Le cavaleur)
- 1980: Mein Onkel aus Amerika (Mon oncle d’Amérique)
- 1981: Ausgerechnet ihr Stiefvater (Beau-père)
- 1981: Ein jeglicher wird seinen Lohn empfangen… (Les uns et les autres)
- 1982: L’honneur d’un capitaine
- 1983: Copkiller
- 1983: Garçon! Kollege kommt gleich! (Garçon!)
- 1983: Les mots pour le dire
- 1985: Gefahr im Verzug (Péril en la demeure)
- 1985: Zweifelhafte Karriere (Le 4ème pouvoir)
- 1986: Die Liebe der Florence Vannier (L‘état de grâce)
- 1986: Mord an einem regnerischen Sonntag (Mort un dimanche de pluie)
- 1994: Die kleinen Freuden des Lebens (Aux petits bonheurs)
- 1999: Get the Dog – Verrückt nach Liebe (Lost & Found)
- 1999: Kennedy und ich (Kennedy et moi)
- 2001: Betty Fisher et autres histoires
- 2003: Die Geschichte von Marie und Julien (Histoire de Marie et Julien)
- 2003: Die kleine Lili (La petite Lili)
- 2007: Ma place au soleil
- 2009: Auf der Parkbank (Bancs publics (Versailles rive droite))
- 2009: Plein Sud – Auf dem Weg nach Süden (Plein sud)
- 2013: Gare du nord
- 2015: Belles familles
- 2016: Glücklich geschieden – Mama gegen Papa 2 (Papa ou maman 2)
- 2017: Umso schöner (De plus belle)
- 2019: So wie du mich willst (Celle que vous croyez)
- 2020: Der Ursprung der Welt (L’origine du monde)
- 2021–2021: UFOs (OVNI(s), Fernsehserie)
- 2021: Lupin (Fernsehserie, 4 Folgen)
- 2022: An einem schönen Morgen (Un beau matin)
- 2023: Alphonse (Fernsehserie)
- 2023: Everything is Fine (Tout va bien, Fernsehserie)
- 2024: Marcello Mio

### Als Regisseurin
- 1986: 15 août (Kurzfilm)
- 1990: Weekend für zwei (Un week-end sur deux)
- 1994: Der Lieblingssohn (Le fils préféré)
- 1998: Place Vendôme
- 2002: Ein perfektes Leben (L’adversaire)
- 2006: Selon Charlie
- 2010: Das Mädchen von gegenüber (Un balcon sur la mer)
- 2013: Un beau dimanche
- 2016: Die Frau im Mond – Erinnerung an die Liebe (Mal de pierres)
- 2020: Lovers – Die Liebenden (Amants)

## Auszeichnungen

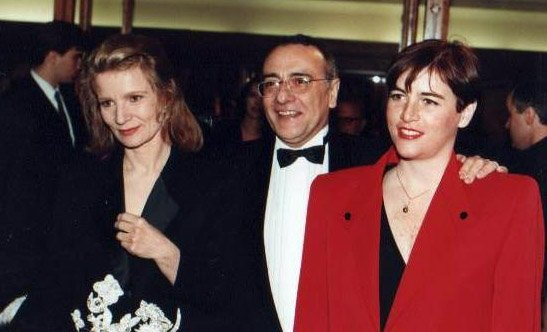
Nicole Garcia (l.) auf der César-Verleihung 1991

- 1980: César, Beste Nebendarstellerin, für Edouard, der Herzensbrecher
- 1981: César-Nominierung, Beste Hauptdarstellerin, für Mein Onkel aus Amerika
- 1984: César-Nominierung, Beste Hauptdarstellerin, für Les mots pour le dire
- 1985: Preis als Beste Schauspielerin, World Film Festival, für Zweifelhafte Karriere
- 1986: César-Nominierung, Beste Hauptdarstellerin, für Gefahr im Verzug
- 1986: Nominierung Goldene Palme – Bester Kurzfilm, Cannes 1986, für 15 août
- 1991: César-Nominierung, Bestes Erstlingswerk, für Weekend für zwei
- 1995: César-Nominierungen, Bester Film und Beste Regie, für Der Lieblingssohn
- 1998: Nominierung Goldener Löwe, Internationale Filmfestspiele von Venedig 1998, für Place Vendôme
- 1999: César-Nominierungen, Beste Regie und Bestes Drehbuch, für Place Vendôme
- 2001, Silver Hugo als Beste Schauspielerin, Chicago International Film Festival, für Betty Fisher et autres histoires
- 2001: FIPRESCI-Preis und Preis als Beste Schauspielerin, World Film Festival, für Betty Fisher et autres histoires
- 2002: César-Nominierung, Beste Nebendarstellerin, für Betty Fisher et autres histoires
- 2002: Nominierung Goldene Palme, Cannes 2002, für L’adversaire
- 2006: Nominierung Goldene Palme, Cannes 2006, für Selon Charlie
- 2017: César-Nominierungen in den Kategorien Bester Film, Bestes adaptiertes Drehbuch und Beste Regie, für Die Frau im Mond – Erinnerung an die Liebe